# Есегели
Есегелите са евразийски номади, които се присъединяват към Волжка България и са асимилирани от прабългарите.
Техният произход вероятно е тюркски или угрински. Предполага се, че произхождат от централно-азиатското племе чигили или ишкили.
Тяхното местоживеене във Волжка България през 9-10 век е споменато и от ибн Фадлан.